# Kan Kazunori
Kazunori Kan (菅 和範 Kan Kazunori, sinh ngày 11 tháng 11 năm 1985 ở Imabari, Ehime) là một cầu thủ bóng đá người Nhật Bản hiện tại thi đấu cho Tochigi S.C..

## Thống kê câu lạc bộ
Cập nhật đến ngày 23 tháng 2 năm 2018.
| Thành tích câu lạc bộ | Thành tích câu lạc bộ | Thành tích câu lạc bộ | Giải vô địch | Giải vô địch | Cúp                   | Cúp                   | Tổng cộng | Tổng cộng |
| Mùa giải              | Câu lạc bộ            | Giải vô địch          | Số trận      | Bàn thắng    | Số trận               | Bàn thắng             | Số trận   | Bàn thắng |
| Nhật Bản              | Nhật Bản              | Nhật Bản              | Giải vô địch | Giải vô địch | Cúp Hoàng đế Nhật Bản | Cúp Hoàng đế Nhật Bản | Tổng cộng | Tổng cộng |
| --------------------- | --------------------- | --------------------- | ------------ | ------------ | --------------------- | --------------------- | --------- | --------- |
| 2008                  | FC Gifu               | J2 League             | 34           | 4            | 1                     | 0                     | 35        | 4         |
| 2009                  | FC Gifu               | J2 League             | 46           | 4            | 4                     | 0                     | 50        | 4         |
| 2010                  | FC Gifu               | J2 League             | 32           | 0            | 1                     | 0                     | 33        | 0         |
| 2011                  | FC Gifu               | J2 League             | 25           | 1            | 1                     | 0                     | 26        | 1         |
| 2012                  | Tochigi SC            | J2 League             | 32           | 1            | 0                     | 0                     | 32        | 1         |
| 2013                  | Tochigi SC            | J2 League             | 25           | 0            | 2                     | 0                     | 27        | 0         |
| 2014                  | Tochigi SC            | J2 League             | 11           | 0            | 1                     | 0                     | 12        | 0         |
| 2015                  | Tochigi SC            | J2 League             | 22           | 0            | 0                     | 0                     | 22        | 0         |
| 2016                  | Tochigi SC            | J3 League             | 23           | 1            | –                     | –                     | 23        | 1         |
| 2017                  | Tochigi SC            | J3 League             | 23           | 2            | –                     | –                     | 23        | 2         |
| Tổng                  | Tổng                  | Tổng                  | 273          | 13           | 10                    | 0                     | 283       | 13        |